# Ricardinho (Fußballspieler, 1976)
Ricardinho, bürgerlich Ricardo Luís Pozzi Rodrigues (* 23. Mai 1976 in São Paulo), ist ein ehemaliger brasilianischer Fußballspieler und derzeitiger -trainer. Mit der brasilianischen Nationalmannschaft wurde er 2002 Weltmeister.

## Spielerkarriere

### Verein
Ricardinho spielte bis 1997 beim brasilianischen Verein Paraná Clube, bevor er zum französischen Verein Girondins Bordeaux wechselte.
Nach nur einer Saison kehrte der Mittelfeldspieler wieder nach Brasilien zurück und spielte in der Folgezeit für den SC Corinthians Paulista und den FC São Paulo. Mit Corinthians gewann er 1998 und 1999 die Brasilianische Meisterschaft und 2002 den Brasilianischen Pokal. Außerdem gewann er im Jahr 2000 mit seinem Verein die FIFA-Klub-Weltmeisterschaft.
Nach einem dreimonatigen Intermezzo im Jahr 2004 beim englischen Verein FC Middlesbrough spielte Ricardinho beim FC Santos und stand seit Anfang 2006 wieder bei Corinthians unter Vertrag.
Am 14. August 2006 wechselte Ricardinho zum türkischen Fußballverein Beşiktaş Istanbul. Ricardinho wechselte in der Saison 2008/09 nach Katar zu Al-Rayyan. Zu Beginn der Saison 2009/10 wechselte Ricardinho erneut. Diesmal ablösefrei zu Atlético Mineiro. Nach zwei Jahren wechselte er im Juni 2011 zum Ligakonkurrenten EC Bahia, bevor er im Januar 2012 seine Karriere beendete.

### Nationalmannschaft
Sein Debüt in der brasilianischen Nationalmannschaft gab er am 28. März 2000 im Länderspiel gegen Kolumbien.
Insgesamt bestritt er 23 Länderspiele für die Seleção und erzielte einen Treffer.
Aufgrund einer Verletzung seines Landsmannes Emerson wurde Ricardinho für die Weltmeisterschaft 2002 nachnominiert. Dort wurde er bei drei Partien eingewechselt und gewann mit seiner Mannschaft die Weltmeisterschaft.
Außerdem stand er im Kader für die Weltmeisterschaft 2006. Er war damit neben Ersatztorhüter Rogério Ceni und Mittelfeldspieler Mineiro einer von nur drei Spielern im Kader der Brasilianer, die bei einem brasilianischen Verein spielten.

## Trainerkarriere
Einen Tag nach seinem Karriereende Mitte Januar 2012 gab er bekannt, dass er einen Trainerposten bei seinem Jugendverein Paraná Clube antreten werde.

## Erfolge
Corinthians
- Torneio Rio-São Paulo: 2002
- Copa do Brasil: 2002

Santos
- Brasilianischer Meister: 2004

Beşiktaş
- Türkischer Pokalsieger 2006/07

Nationalmannschaft
- Weltmeister: 2002